# Joseph André Doria
Pour les autres membres de la famille, voir Famille Doria.
Joseph André, marquis Doria est un officier de marine et homme politique français, petit-fils de Louis-Joseph de Montcalm, né le 2 mars 1772 à Tarascon et mort le 25 octobre 1839 à Mâcon

## Biographie
Le Chevalier Joseph André Doria, est admis au collège naval d'Alès à l'examen du 19 au 29 novembre 1787. L'examinateur de marine Gaspard Monge a noté " Il a parfaitement répondu sur ce qui est exigè et a beaucoup d'intelligence", élève de marine il sera affectè à la 6° escadre de Toulon. Présenté à la minorité dans l'ordre de Saint-Jean de Jérusalem le 13 septembre 1778, il fait ses caravanes et devient Chevalier-Hospitalier en 1786, officier de marine, et aide de camp de son oncle Claude Charles de Damas de Marillac, gouverneur de la Martinique.
Sous la Restauration, il refusa d'être maire de Mâcon en 1815 et devint député de Saône-et-Loire (1815-1831) et président du conseil général de Saône-et-Loire (1819-1829). Il avait pour devise " La sagesse d'un homme de bien n'est pas de nier son temps, mais de le comprendre"

## Référencement

### Sources
- Louis de La Roque, Catalogue des Chevaliers de Malte, appelés successivement Chevaliers de l'ordre militaire et hospitaliers de Saint-Jean de Jérusalem, de Rhodes et de Malte, 1099-1890, Alp. Desaide, 1891, Paris
- de Saint-Allais, L'ordre de Malte, ses grands maîtres et ses chevaliers, Delaunay libraire, 1839, Paris
- Claude Rouquette, Le collège de Neptune, Les Presses du Midi, 2016, Toulon